# Circuit urbain de Port Imperial

Tracé du circuit

Le circuit urbain de Port Imperial est un circuit automobile urbain semi-permanent tracé dans le comté de Hudson, dans l'état du New Jersey aux États-Unis. Le circuit est tracé au sein de Weehawken Port Imperial et des New Jersey Palisades, empruntant des routes au sein de Weehawken et West New York.
Officiellement dévoilé en octobre 2011, le tracé d'une longueur de 5,1 kilomètres devait accueillir son premier Grand Prix de Formule 1 en 2013.
Le projet n'est de nouveau mentionné qu'en avril 2017 pour une course nocturne en 2019 au plus tôt.  
Aucune course ne s'est disputée sur ce projet de circuit non finalisé.